# Ağaməmmədli (Imishli)
Ağaməmmədli è un comune dell'Azerbaigian situato nel distretto di İmişli. Conta una popolazione di 1 060 abitanti.